# Mareuil-sur-Lay-Dissais

Mareuil-sur-Lay-Dissais este o comună în departamentul Vendée, Franța. În 2009 avea o populație de 2,670 de locuitori.